# Grâce-Hollogne
Pour les articles homonymes, voir Grâce.
Grâce-Hollogne (en wallon Gråce-Hologne) est une commune francophone de Belgique située en Région wallonne dans la province de Liège.
En amont de Liège, sur la rive gauche de la Meuse, elle est entourée par les communes d'Ans, Saint-Nicolas, Seraing (Jemeppe-sur-Meuse), Flémalle, Saint-Georges-sur-Meuse, Donceel, Fexhe-le-Haut-Clocher et Awans.
L'aéroport de Liège et la zone aéroportuaire sont en totalité situés sur le territoire de la commune.

## Géographie

### Sections de commune
La commune comprend les anciennes communes suivantes:
| # | Nom                  | Superf. (km²) | Habitants (2020) | Habitants par km² | Code INS |
| - | -------------------- | ------------- | ---------------- | ----------------- | -------- |
| 1 | Grâce-Berleur        | 6,05          | 10.871           | 1.797             | 62118A   |
| 2 | Hollogne-aux-Pierres | 8,84          | 8.289            | 938               | 62118B-C |
| 3 | Horion-Hozémont      | 12,59         | 1.911            | 152               | 62118D   |
| 4 | Velroux              | 3,28          | 288              | 88                | 62118E   |
| 5 | Bierset              | 3,41          | 1.455            | 427               | 62118F   |

Le village de Crotteux qui faisait partie de la commune de  Mons-lez-Liège fut rattaché à Hollogne-aux-Pierres lors des fusions de communes en 1977.

### Géologie
Affleurements de grès tertiaire et tuf calcaire quaternaire dans le village de Hollogne-aux-Pierres.

### Communes limitrophes
| Donceel                 | Fexhe-le-Haut-Clocher - Awans | Ans           |
|                         | Grâce-Hollogne                | Saint-Nicolas |
| Saint-Georges-sur-Meuse | Flémalle                      | Seraing       |

## Démographie
En tenant compte des anciennes communes entraînées dans la fusion de communes de 1977, on peut dresser l'évolution suivante :
Les chiffres des années 1831 à 1970 tiennent compte des chiffres des anciennes communes fusionnées.
- Source: DGS , de 1831 à 1981=recensements population; à partir de 1990 = nombre d'habitants chaque 1 janvier[1]

## Histoire
Grâce-Berleur, une section de Grâce-Hollogne, est intimement lié à l'insurrection wallonne lors de la Question royale, puisqu'elle fut le lieu de la fusillade de Grâce-Berleur.
C'est aussi à Grâce-Hollogne, le 24 juin 1995, que furent enlevées les fillettes Julie Lejeune et Mélissa Russo par le tueur en série et pédophile Marc Dutroux. En souvenir de ce tragique événement, un monument leur a été érigé et une école de la commune porte leur prénom.

## Héraldique
|  | La commune possède des armoiries dont la date d'octroi n'a pas été trouvée. De même pour la description. Blasonnement : D'argent à cinq burèles d'azur au lion de gueules armé lampassé et couronné d'or brochant sur le tout. Source du blasonnement : Heraldy of the World. |

## Politique

### Conseil et collège communal 2024-2030
Le bourgmestre de la commune est le socialiste Maurice Mottard. Les cinq échevins que compte la commune seront issus du socialiste et du MR. À la suite des élections du 13 octobre 2024, les partis politiques représentés au conseil communal sont la Liste du Bourgmestre (principalement issus du PS) avec treize sièges, cinq pour le MR, trois pour Écolo, six pour Les Engagés.
Ci-dessous, le tableau des résultats des élections communales de 2024.
| Parti | Parti                | Voix (2024) | Voix (2018) | % (2024) | % (2018) | +/-    | Sièges  | +/-  | Collège |
| ----- | -------------------- | ----------- | ----------- | -------- | -------- | ------ | ------- | ---- | ------- |
|       | ECOLO                | 1.448       | 1.451       | 12,80%   | 11,64%   | 1.16 % | 3 / 27  | 0.0  | Non     |
|       | LES ENGAGÉS          | 2.534       | -           | 22,40%   | -        | 0.0 %  | 6 / 27  | 6.0  | Non     |
|       | MR                   | 2.265       | 1.402       | 20,02%   | 11,25%   | 8.77 % | 5 / 27  | 2.0  | Oui     |
|       | Liste du Bourgmestre | 4.605       | -           | 40,71%   | -        | 0.0 %  | 13 / 27 | 13.0 | Oui     |
|       | AS                   | 460         | -           | 4,07%    | -        | 0.0 %  | 0 / 27  | 0.0  | Non     |
|       | PS                   | -           | 5.248       | -        | 42,11%   | 0.0 %  | - / 27  | 15.0 | Non     |
|       | PTB                  | -           | 2.377       | -        | 19,07%   | 0.0 %  | - / 27  | 5.0  | Non     |
|       | rcGH                 | -           | 877         | -        | 7,04%    | 0.0 %  | - / 27  | 1.0  | Non     |
|       | PP                   | -           | 569         | -        | 4,57%    | 0.0 %  | - / 27  | 0.0  | Non     |
|       | ULP                  | -           | 538         | -        | 4,32%    | 0.0 %  | - / 27  | 0.0  | Non     |
| Total | Total                | 11 312      | 12 462      | 100 %    | 100 %    |        | 27      |      |         |

| Collège communal   |                   |                           |
| ------------------ | ----------------- | ------------------------- |
| Bourgmestre        | Maurice Mottard   | PS - Liste du Bourgmestre |
| 1er Échevine       | Angela Quaranta   | PS - Liste du Bourgmestre |
| 2e Échevine        | Sandra Belhocine  | MR                        |
| 3e Échevin         | Geoffrey Cimino   | Liste du Bourgmestre      |
| 4e Échevine        | Annie Crommelynck | PS - Liste du Bourgmestre |
| 5e Échevin         | Sébastien Blavier | MR                        |
| Présidente du CPAS | Viviane Hendrickx | PS - Liste du Bourgmestre |

## Économie

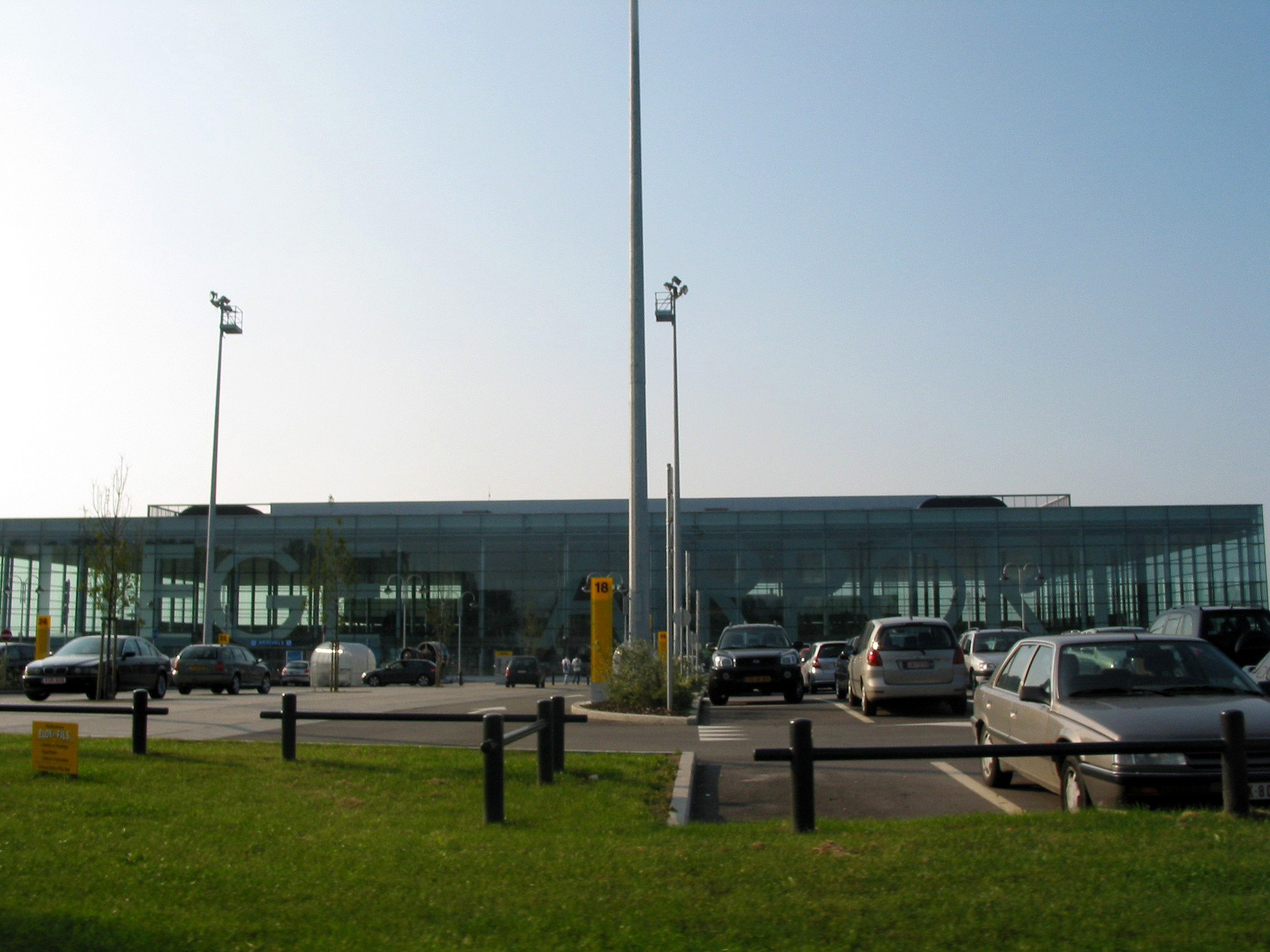
L'aérogare.

## Patrimoine et culture

### Patrimoine architectural et sites
- Château de Hollogne

## Sports et vie associative

### Sports

#### Principaux clubs
Football :
- Royal Cité Sport Grâce-Hollogne.

Futsal :
- USM Grâce-Hollogne ;
- Jeunesse Grâce.

Handball :
- VOO RHC Grâce-Hollogne/Ans ;
- Fémina Grâce-Hollogne.

#### Anciens clubs
Handball :
- HC Grâce-Hollogne.

## Personnalités
- Berthe Labille (1905-2001), féministe, enseignante et militante socialiste, décédée à Grâce-Hollogne.
- Gilbert Mottard (1926-2011), bourgmestre de Hollogne-aux-Pierres de 1953 à 1970, premier bourgmestre de Grâce-Hollogne (à la suite de la fusion volontaire) en 1971, député de Liège de 1968 à 1971, gouverneur de la province de Liège de 1971 à 1990, ministre national des Pensions de 1990 à 1991.
- Simon Paque (1898-1977), résistant, député de Liège de 1949 à 1968, membre du Comité permanent du Congrès national wallon de 1950 à 1971, président de la fédération de Liège du Parti socialiste belge de 1959 à 1977. Voir l'article sur la fusillade de Grâce-Berleur. Une rue de la commune porte son nom.
- Gaston Paque (1925-2016), échevin à Grâce-Berleur dans les années 60 et bourgmestre faisant fonction de Grâce-Berleur en 1970 (soit avant la fusion volontaire), bourgmestre de 1971 à 1976, sénateur de 1971 à 1991. Fils de Simon Paque.
- Alain Van der Biest (1943-2002), bourgmestre de 1977 à 1994, député de Liège de 1977 à 1995, ancien secrétaire national du Parti socialiste belge, ministre national des Pensions de 1988 à 1990, ministre wallon des Pouvoirs locaux et des Travaux subsidiés de 1990 à 1992.
- Maurice Mottard, bourgmestre depuis 1995, député au parlement de Wallonie et au parlement de la fédération Wallonie-Bruxelles depuis 2014. Fils de Gilbert Mottard.
- Noémie Happart, Miss Belgique 2013.